# Dichromia triplicalis
Dichromia triplicalis är en fjärilsart som beskrevs av Walker 1859. Dichromia triplicalis ingår i släktet Dichromia och familjen nattflyn. Inga underarter finns listade i Catalogue of Life.